# Forest Reserve Estate Police
Il Forest Reserve Estate Police, meglio nota come Forest Reserve, è stata una società di calcio trinidadiana, con sede a Palo Seco.

## Storia
La squadra, attiva dagli anni 1930, ha partecipato a varie edizioni della massima serie trinidadiana negli anni '80 del XX secolo. La squadra ha inoltre raggiunto in due occasioni la finale della Trinidad & Tobago FA Cup. Nel 1945, perse la finale contro il Colts. L'altra finale di FA Cup, giocata nel 1972, venne questa volta persa contro il Maple Club.